# 王国本
王国本（1931年2月—），男，河北滦平人，中华人民共和国政治人物，曾任中共吉安地委书记:1848，江西省人大常委会副主任。:194